# Ruisseau à John (rivière Malbaie)
Pour les articles homonymes, voir John.
Ne doit pas être confondu avec Ruisseau à John (Percé).
Le ruisseau à John est un affluent de la rivière Malbaie, coulant dans le territoire non organisé de Lalemant, dans la municipalité régionale de comté (MRC) du Fjord-du-Saguenay, dans la région administrative du Saguenay-Lac-Saint-Jean, dans la province de Québec, au Canada. Le cours du ruisseau à John traverse la zec du Lac-Brébeuf.
La zone du ruisseau à John est desservie par le chemin du Lac-Travers. Elle est desservie indirectement par le chemin du Lac à la Catin qui se relie vers l’ouest avec le chemin du Lac Travers et le chemin du lac Desprez. La partie intermédiaire de la vallée de la rivière à la Catin est desservie par le chemin Périgny et le chemin du Lac de la Souris, pour les besoins la foresterie et des activités récréotouristiques. La partie inférieure est desservie par le chemin du Lac Brébeuf. Quelques routes forestières secondaires desservent cette vallée.
La foresterie constitue la principale activité économique du secteur ; les activités récréotouristiques, en second.
La surface du ruisseau à John est habituellement gelée du début de décembre à la fin mars, toutefois la circulation sécuritaire sur la glace se fait généralement de la mi-décembre à la mi-mars.

## Géographie
Les principaux bassins versants voisins du ruisseau à John sont :
- côté nord : lac Desprez, rivière à la Catin, rivière Cami, lac Brébeuf, rivière Saguenay ;
- côté est : rivière à la Catin, rivière Cami, rivière Malbaie ;
- côté sud : rivière Malbaie, Petit lac Ha! Ha!, lac Fleurigny ;
- côté ouest : lac Ha! Ha!, rivière Ha! Ha!, lac Huard, rivière Huard.

Le ruisseau à John prend sa source à l’embouchure du lac Balisé (longueur : 2,1 km ; altitude : 467 m) dans une vallée encaissée. L’embouchure de ce lac est située à :
- 4,4 km au sud-ouest de l’embouchure du lac Desprez ;
- 3,3 km au sud-est du lac Charny ;
- 4,5 km à l’est du lac Huard ;
- 6,8 km au nord-ouest de la confluence du ruisseau à John et de la rivière Malbaie ;
- 8,1 km à l’est du barrage à l’embouchure du lac Ha! Ha! ;
- 49,4 km au sud-est du centre-ville de Saguenay (ville).

À partir de sa source, le cours du ruisseau à John descend sur 8,1 km en zones forestières et montagneuses, avec une dénivellation de 94 m selon les segments suivants :
- 0,7 km vers le sud-est dans une vallée encaissée, jusqu’à la décharge (venant du sud) du Lac Fleurigny ;
- 1,7 km vers l’est dans une vallée encaissée, jusqu’à la décharge (venant du nord) des lacs Triangle et lac Rond ;
- 3,1 km vers l’est dans une vallée encaissée en traversant le Lac de l’Écluse (altitude : 427 m) sur 0,4 km, en courbant vers le sud-est jusqu’à la décharge (venant du nord-est) du lac Desprez ;
- 0,9 km vers le sud-est en recueillant la décharge (venant du nord-ouest) du Lac de la Cabane, jusqu’à la décharge (venant du nord-est) du Petit lac à John ;
- 1,7 km vers le sud-est dans une vallée encaissée, en courbant vers le sud, jusqu’à son embouchure.

Le ruisseau à John se déverse dans un coude de rivière sur la rive nord de la rivière Malbaie face à la limite nord du Parc national des Hautes-Gorges-de-la-Rivière-Malbaie. Cette confluence est située à :
- 3,8 km au sud-est de l’embouchure du lac Desprez ;
- 3,9 km au sud-ouest de l’embouchure du lac de tête de la rivière Cami ;
- 11,1 km au sud-est du lac Huard ;
- 12,2 km à l’est du lac Ha! Ha! ;
- 38,0 km au sud-est de l’embouchure de la rivière Ha! Ha! (confluence avec la baie des Ha! Ha!) ;
- 18,8 km au sud de l’embouchure du lac Brébeuf ;
- 53,7 km au nord-ouest de la confluence de la rivière Malbaie et du fleuve Saint-Laurent ;
- 56,1 km au sud-est du centre-ville de Saguenay.

À partir de la confluence du ruisseau à John, le courant descend le cours de la rivière Malbaie sur 77,7 km vers l’est, le sud, puis le sud-est, lequel se déverse sur la rive nord-ouest du fleuve Saint-Laurent.

## Toponymie
Le toponyme « ruisseau à John » a été officialisé le 1er juin 1971 par la Commission de toponymie du Québec.